# Affaire du Rio Nuñez

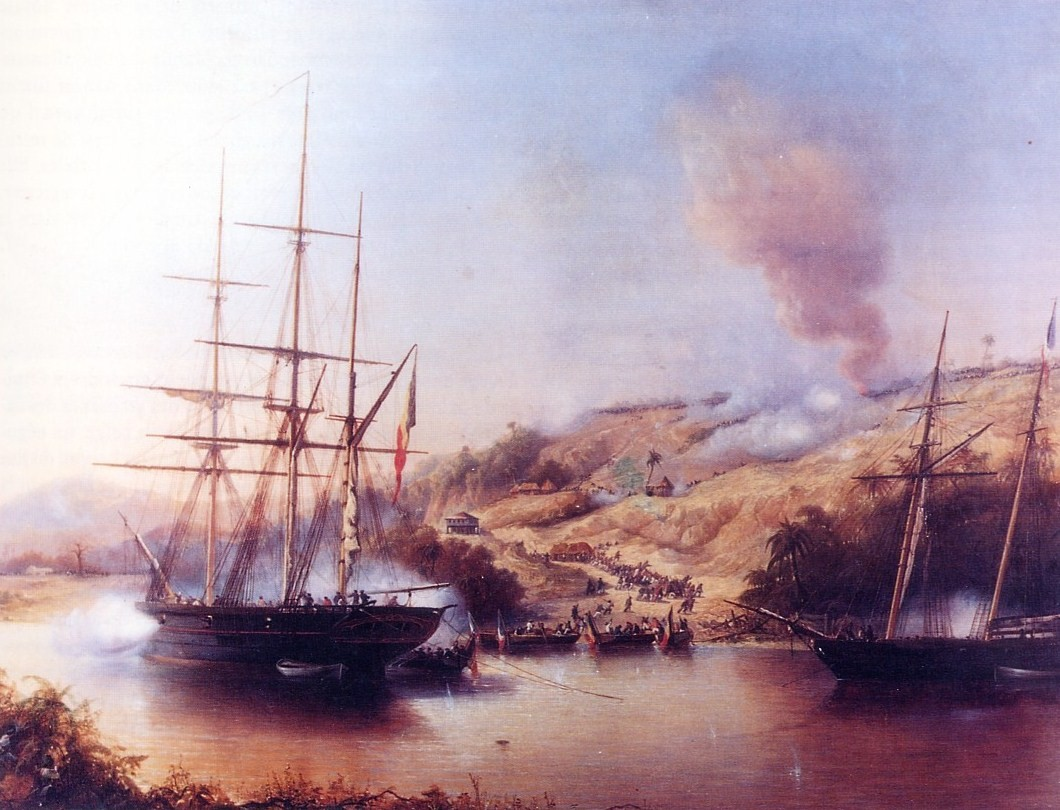
Le débarquement des marins belges et français au Rio Nuñez par Paul Clays

L'affaire du Rio Nuñez, aussi appelée la prise de Debokké, est un incident international qui eut lieu sur le Rio Nunez près de Boké, en ce qui est actuellement la Guinée, en 1849. L'incident s'est produit lorsque des navires des forces navales belge et française ont tiré sur les forces du roi Mayoré installé à Boké, ce qui mit feu au magasin de deux commerçants britanniques. 

## Histoire
Au cours des années 1840 et 50, l'Afrique de l'Ouest a été le site d'une rivalité coloniale naissante entre les puissances européennes. La région de Rio Nunez se situe entre la colonie française du Sénégal, la Gambie britannique et la Sierra Leone. Les commerçants français étaient de plus en plus mis au défi par des expéditions commerciales en provenance du Royaume-uni, de Belgique et d'Amérique.
Édouard Bouët-Willaumez, espérait pouvoir annexer la région de Nunez en tant que protectorat de l'empire colonial français. L'attaque, loin de sécuriser la région pour la France, va à l'encontre des plans de Bouët-Willaumez. La France et la Belgique ont mené une campagne de dissimulation. Les tentatives du Premier ministre britannique, le vicomte Palmerston, pour forcer la France à payer des réparations pour l'incident ont finalement échoué et l'affaire a duré quatre ans.
L'incident faisait partie du « Prélude du Partage de l'Afrique » et, comme l'espérait Bouët-Willaumez, a amené à un contrôle français accru du Nunez. En 1866, les forces françaises occupent Boké. L'affaire a donc été l'un des premiers signes d'une future hégémonie française en Afrique de l'Ouest dans ce qui allait devenir l'Afrique-Occidentale française (AOF).